# 태양호
태양호는 조선민주주의인민공화국의 김일성, 김정일, 김정은이 국내 및 해외 이동할 때 이용하는 보안이 철저한 개인 열차다. 태양호의 차량번호는 ‘DF-0001’이다. 김정은을 위한 특별 열차가 한 편성 더 존재하는 것으로 추정되며, 당 차량의 번호는 ‘DF-0002’이다.
객차를 끄는 기관차는 상황에 따라 다르다.
2024년 압록강 홍수 당시 김정은이 태양호를 타고 신의주시 부근까지 이동하였다.

## 같이 보기
- 참매 1호기